# Saison 2021-2022 de l'Atlético de Madrid
Maillots
Chronologie
Saison précédente Saison suivante
La saison 2021-2022 est la 91e saison de l'Atlético de Madrid depuis sa fondation en 1903 et la 85e saison du club en Liga, la meilleure ligue espagnole de football. L'Atlético évolue en Liga, Coupe du Roi, Supercoupe d'Espagne et en Ligue des Champions.

## Transferts
| Joueur                     | Nat. | Poste          | Transfert       | Période         | Provenance/Destination | Division       |
| -------------------------- | ---- | -------------- | --------------- | --------------- | ---------------------- | -------------- |
| Arrivées                   |      |                |                 |                 |                        |                |
| Santiago Arias             |      | Défenseur      | Retour de prêt  | Mercato d'été   | Bayer Leverkusen       | Bundesliga     |
| Diego Conde                |      | Gardien de but | Retour de prêt  | Mercato d'été   | CD Leganés             | LaLiga 2       |
| Nicolás Ibáñez             |      | Attaquant      | Retour de prêt  | Mercato d'été   | Atlético de San Luis   | Liga MX        |
| Víctor Mollejo             |      | Attaquant      | Retour de prêt  | Mercato d'été   | RCD Majorque           | LaLiga 2       |
| Javi Montero               |      | Défenseur      | Retour de prêt  | Mercato d'été   | Beşiktaş JK            | Süper Lig      |
| Álvaro Morata              |      | Attaquant      | Retour de prêt  | Mercato d'été   | Juventus               | Série A        |
| Nehuén Pérez               |      | Défenseur      | Retour de prêt  | Mercato d'été   | Grenade CF             | La Liga        |
| Darío Poveda               |      | Attaquant      | Retour de prêt  | Mercato d'été   | Getafe CF              | La Liga        |
| Rodrigo Riquelme           |      | Attaquant      | Retour de prêt  | Mercato d'été   | AFC Bournemouth        | Championship   |
| Manu Sánchez               |      | Défenseur      | Retour de prêt  | Mercato d'été   | CA Osasuna             | La Liga        |
| Ivan Šaponjić              |      | Attaquant      | Retour de prêt  | Mercato d'été   | Cádiz CF               | La Liga        |
| Axel Werner                |      | Gardien de but | Retour de prêt  | Mercato d'été   | Atlético de San Luis   | Liga MX        |
| Marcos Paulo               |      | Attaquant      | Libre           | Mercato d'été   | Fluminense             | Brasileirão    |
| Rodrigo De Paul            |      | Milieu         | 35 M€           | Mercato d'été   | Udinese Calcio         | Série A        |
| Matheus Cunha              |      | Attaquant      | 30 M€           | Mercato d'été   | Hertha BSC             | Bundesliga     |
| Benjamin Lecomte           |      | Gardien de but | Prêt            | Mercato d'été   | AS Monaco              | Ligue 1        |
| Antoine Griezmann          |      | Attaquant      | Prêt            | Mercato d'été   | FC Barcelone           | La Liga        |
| Daniel Wass                |      | Défenseur      | 2,5 M€          | Mercato d'hiver | Valence CF             | La Liga        |
| Reinildo Mandava           |      | Défenseur      | Montant Inconnu | Mercato d'hiver | LOSC Lille             | Ligue 1        |
| Dépenses totales : 67,5 M€ |      |                |                 |                 |                        |                |
| Départs                    |      |                |                 |                 |                        |                |
| Moussa Dembélé             |      | Attaquant      | Retour de prêt  | Mercato d'été   | Olympique lyonnais     | Ligue 1        |
| Lucas Torreira             |      | Milieu         | Retour de prêt  | Mercato d'été   | Arsenal                | Premier League |
| Nicolás Ibáñez             |      | Attaquant      | Montant Inconnu | Mercato d'été   | CF Pachuca             | Liga MX        |
| Álvaro Morata              |      | Attaquant      | Prêt            | Mercato d'été   | Juventus               | Série A        |
| Vitolo                     |      | Attaquant      | Prêt            | Mercato d'été   | Getafe CF              | La Liga        |
| Manu Sánchez               |      | Défenseur      | Prêt            | Mercato d'été   | CA Osasuna             | La Liga        |
| Ivo Grbić                  |      | Gardien de but | Prêt            | Mercato d'été   | LOSC Lille             | Ligue 1        |
| Santiago Arias             |      | Défenseur      | Prêt            | Mercato d'été   | Grenade CF             | La Liga        |
| Saúl Ñíguez                |      | Milieu         | Prêt            | Mercato d'été   | Chelsea FC             | Premier League |
| Kieran Trippier            |      | Défenseur      | Montant Inconnu | Mercato d'hiver | Newcastle United       | Premier League |
| Ivan Šaponjić              |      | Attaquant      | Montant Inconnu | Mercato d'hiver | ŠK Slovan Bratislava   | Fortuna Liga   |
| Recettes totales : 0 M€    |      |                |                 |                 |                        |                |

## Maillots
|  | Domicile · (2021-2022) | Domicile (alt. 1) · (2021-2022) | Domicile (alt. 2) · (2021-2022) | Extérieur · (2021-2022) | Troisième · (2021-2022) | Quatrième · (2021-2022) |

## Effectif de la saison

### Joueurs prêtés
Le tableau suivant liste les joueurs de l'Atlético en prêt pour la saison 2021-2022.

## Compétitions
| La Liga             | Copa Del Rey                         | Supercoupe d'Espagne                       | Ligue des Champions                                       |
| ------------------- | ------------------------------------ | ------------------------------------------ | --------------------------------------------------------- |
| 3e place 71 points  | 2e Tour contre Real Sociedad (2 - 0) | Demi-Finale contre Athletic Bilbao (1 - 2) | Quarts de Finale contre Manchester City (1 - 0) - (0 - 0) |
| 21V 8N 9D           | 1V 0N 1D                             | 0V 0N 1D                                   | 3V 3N 4D                                                  |
| TOTAL : 25V 11N 15D |                                      |                                            |                                                           |

### La Liga

#### Classement
| Rang | Équipe               | Pts | J  | G  | N  | P  | Bp | Bc | Diff | Qualification ou relégation                                      |
| ---- | -------------------- | --- | -- | -- | -- | -- | -- | -- | ---- | ---------------------------------------------------------------- |
| 1    | Real Madrid Ch S (C) | 86  | 38 | 26 | 8  | 4  | 80 | 31 | +49  | Qualification pour la phase de groupes de la Ligue des champions |
| 2    | FC Barcelone         | 73  | 38 | 21 | 10 | 7  | 68 | 38 | +30  | Qualification pour la phase de groupes de la Ligue des champions |
| 3    | Atlético de Madrid T | 71  | 38 | 21 | 8  | 9  | 65 | 43 | +22  | Qualification pour la phase de groupes de la Ligue des champions |
| 4    | Séville FC           | 70  | 38 | 18 | 16 | 4  | 53 | 30 | +23  | Qualification pour la phase de groupes de la Ligue des champions |
| 5    | Real Betis C         | 65  | 38 | 19 | 8  | 11 | 62 | 40 | +22  | Qualification pour la phase de groupes de la Ligue Europa        |

1. ↑  Étant donné que le vainqueur de la Coupe d'Espagne 2021-2022, le Real Betis, est actuellement qualifié pour les compétitions européennes via le championnat, la place attribuée au vainqueur de la coupe (phase de groupe de la Ligue Europa 2021-2022) est reversée à l'équipe classée sixième, et la place attribuée à l'équipe classée sixième (barrages de la Ligue Europa Conférence 2021-2022) est reversée à l'équipe classée septième.

#### Championnat
| Détails des Matchs en championnat |       |                               |                  |                               |       |                                                    |                                                                                           |                               |        |         |
| Date                              | Heure | Journée                       | Adversaire       | Lieu                          | Score | Buteurs                                            | Cartons                                                                                   | Arbitre                       | Public | Rapport |
| Dimanche 15 août 2021             | 17h30 | 1re journée                   | Celta Vigo       | Stade Balaídos                | 1 - 2 | Correa 23e 64e                                     | Lemar 11e · Llorente 57e · Kondogbia 61e · Carrasco 90+2e · Hermoso 90+5e · Giménez 90+8e | José Luis Munuera Montero     | 5 401  | 1       |
| Dimanche 22 août 2021             | 19h30 | 2e journée                    | Elche CF         | Wanda Metropolitano           | 1 - 0 | Correa 39e                                         | Suárez 90e · Kondogbia 90+6e                                                              | Ricardo de Burgos Bengoetxea  | 24 926 | 2       |
| Samedi 29 août 2021               | 22h00 | 3e journée                    | Villarreal CF    | Wanda Metropolitano           | 2 - 2 | Suárez 56e · Mandi 90+5e (csc)                     | Correa 28e · Lemar 45e · Suárez 59e · De Paul 85e                                         | César Soto Grado              | 26 840 | 3       |
| Samedi 11 septembre 2021          | 14h00 | 4e journée                    | RCD Espanyol     | RCDE Stadium                  | 1 - 2 | Carrasco 79e · Lemar 90+9e                         | Hermoso 31e · Kondogbia 82e · Carrasco 90+8e · Félix 90+11e                               | Juan Martínez Munuera         | 15 321 | 4       |
| Samedi 18 septembre 2021          | 16h15 | 5e journée                    | Athletic Bilbao  | Wanda Metropolitano           | 0 - 0 |                                                    | Kondogbia 36e · Félix 78e, 78e · Savić 79e · Cunha 90e                                    | Jesús Gil Manzano             | 38 798 | 5       |
| Mardi 21 septembre 2021           | 19h30 | 6e journée                    | Getafe CF        | Coliseum Alfonso Pérez        | 1 - 2 | Suárez 78e 90e                                     | Suárez 22e · Herrera 64e · Giménez 66e · Carrasco 90+3e · Cunha 90+7e                     | Guillermo Cuadra Fernández    | 8 950  | 6       |
| Samedi 25 septembre 2021          | 14h00 | 7e journée                    | Deportivo Alavés | Stade de Mendizorrotza        | 1 - 0 |                                                    | Savić 17e · Trippier 53e · Kondogbia 55e                                                  | Antonio Mateu Lahoz           | 9 836  | 7       |
| Samedi 2 octobre 2021             | 21h00 | 8e journée                    | FC Barcelone     | Wanda Metropolitano           | 2 - 0 | Lemar 23e · Suárez 44e                             | De Paul 45+1e · Koke 78e                                                                  | César Soto Grado              | 60 594 | 8       |
| Dimanche 24 octobre 2021          | 21h00 | 9e journée                    | Real Sociedad    | Wanda Metropolitano           | 2 - 2 | Suárez 61e 77e (pen.)                              | Felipe 31e                                                                                | José Luis Munuera Montero     | 50 032 | 9       |
| Jeudi 28 octobre 2021             | 21h30 | 10e journée                   | Levante UD       | Stade Ciutat de València      | 2 - 2 | Griezmann 12e · Cunha 76e                          | Hermoso 18e · Felipe 25e · Koke 65e · Giménez 85e · Correa 87e                            | Pablo González Fuertes        | 16 298 | 10      |
| Dimanche 31 octobre 2021          | 16h15 | 11e journée                   | Real Betis       | Wanda Metropolitano           | 3 - 0 | Carrasco 26e · Pezzella 63e (csc) · Félix 80e      |                                                                                           | Javier Alberola Rojas         | 56 838 | 11      |
| Dimanche 7 novembre 2021          | 16h15 | 12e journée                   | Valence CF       | Stade de Mestalla             | 3 - 3 | Suárez 35e · Griezmann 58e · Vrsaljko 60e          | Carrasco 90e · Griezmann 90+5e                                                            | César Soto Grado              | 37 472 | 12      |
| Samedi 20 novembre 2021           | 18h30 | 13e journée                   | CA Osasuna       | Wanda Metropolitano           | 1 - 0 | Felipe 87e                                         | Griezmann 45e · Martín 89e                                                                | José María Sánchez Martínez   | 53 261 | 13      |
| Samedi 28 novembre 2021           | 18h30 | 14e journée                   | Cádiz CF         | Stade Ramón de Carranza       | 1 - 4 | Lemar 56e · Griezmann 70e · Correa 76e · Cunha 86e |                                                                                           | Jesús Gil Manzano             | 16 861 | 14      |
| Samedi 4 décembre 2021            | 18h30 | 15e journée                   | RCD Majorque     | Wanda Metropolitano           | 1 - 2 | Cunha 68e                                          | Felipe 79e · Lodi 84e                                                                     | Juan Martínez Munuera         | 51 009 | 15      |
| Dimanche 12 décembre 2021         | 21h00 | 16e journée (Derby madrilène) | Real Madrid      | Stade Santiago-Bernabéu       | 2 - 0 |                                                    | Felipe 36e · Kondogbia 75e · Suárez 88e                                                   | Antonio Mateu Lahoz           | 51 024 | 16      |
| Samedi 18 décembre 2021           | 21h00 | 17e journée                   | FC Séville       | Stade Ramón Sánchez Pizjuán   | 2 - 1 | Felipe 36e                                         | Cunha 36e                                                                                 | Ricardo de Burgos Bengoetxea  | 33 241 | 17      |
| Mercredi 22 décembre 2021         | 19h00 | 18e journée                   | Grenade CF       | Nouveau stade de Los Cármenes | 2 - 1 | Félix 2e                                           | De Paul 7e                                                                                | Alejandro Hernández Hernández | 13 034 | 18      |
| Dimanche 2 janvier 2022           | 16h15 | 19e journée                   | Rayo Vallecano   | Wanda Metropolitano           | 2 - 0 | Correa 28e 53e                                     | Suárez 26e · Giménez 63e · De Paul 73e                                                    | Jorge Figueroa Vázquez        | 43 029 | 19      |
| Dimanche 9 janvier 2022           | 22h00 | 20e journée                   | Villarreal CF    | Stade de la Cerámica          | 2 - 2 | Correa 10e · Kondogbia 67e                         | Kondogbia 71e, 90+2e                                                                      | Javier Alberola Rojas         | 14 127 | 20      |
| Dimanche 22 janvier 2022          | 21h00 | 21e journée                   | Valence CF       | Wanda Metropolitano           | 3 - 2 | Cunha 64e · Correa 90+1e · Hermoso 90+3e           | Koke 27e · Hermoso 37e · Suárez 82e · Herrera 84e · Giménez 90+3e                         | Isidro Díaz de Mera Escuderos | 44 999 | 21      |
| Dimanche 6 février 2022           | 16h15 | 22e journée                   | FC Barcelone     | Camp Nou                      | 4 - 2 | Carrasco 8e · Suárez 58e                           | Wass 89e · Herrera 90e                                                                    | Jesús Gil Manzano             | 74 221 | 22      |
| Samedi 12 février 2022            | 21h00 | 23e journée                   | Getafe CF        | Wanda Metropolitano           | 4 - 3 | Correa 19e 45+4e · Cunha 27e · Hermoso 89e         | Savić 3e · Lecomte 13e · Koke 45e · Suárez 45+2e · Felipe 58e                             | Ricardo de Burgos Bengoetxea  | 49 375 | 23      |
| Mercredi 16 février 2022          | 19h00 | 24e journée                   | Levante UD       | Wanda Metropolitano           | 0 - 1 |                                                    | De Paul 26e · Savić 85e · Correa 90+7e                                                    | José Luis Munuera Montero     | 43 456 | 24      |
| Samedi 19 février 2022            | 16h15 | 25e journée                   | CA Osasuna       | Stade El Sadar                | 0 - 3 | Félix 3e · Suárez 59e · Correa 89e                 | Vrsaljko 55e · Serrano 90+1e                                                              | Mario Melero López            | 20 040 | 25      |
| Samedi 26 février 2022            | 21h00 | 26e journée                   | Celta Vigo       | Wanda Metropolitano           | 2 - 0 | Lodi 36e 60e                                       | Savić 12e · Giménez 15e · Oblak 20e · Mandava 50e                                         | Alejandro Hernández Hernández | 48 009 | 26      |
| Dimanche 6 mars 2022              | 21h00 | 27e journée                   | Real Betis       | Stade Benito-Villamarín       | 1 - 3 | Félix 2e 61e · Lemar 80e                           | Herrera 34e · Carrasco 63e                                                                | Guillermo Cuadra Fernández    | 44 383 | 27      |
| Vendredi 11 mars 2022             | 21h00 | 28e journée                   | Cádiz CF         | Wanda Metropolitano           | 2 - 1 | Félix 3e · De Paul 68e                             | De Paul 30e · Carrasco 35e · Mandava 41e · Serrano 88e · Savić 90+1e                      | Pablo González Fuertes        | 50 573 | 28      |
| Dimanche 19 mars 2022             | 21h00 | 29e journée                   | Rayo Vallecano   | Stade de Vallecas             | 0 - 1 | Koke 49e                                           | Lodi 20e · Kondogbia 74e · Koke 78e · Kondogbia 74e · Oblak 82e · Correa 85e · Savić 85e  | José Luis Munuera Montero     | 10 349 | 29      |
| Samedi 2 avril 2022               | 21h00 | 30e journée                   | Deportivo Alavés | Wanda Metropolitano           | 4 - 1 | Félix 11e 82e · Suárez 75e (pen.) 90e              | Llorente 72e                                                                              | Mario Melero López            | 51 467 | 30      |
| Samedi 9 avril 2022               | 16h15 | 31e journée                   | RCD Majorque     | Stade de Son Moix             | 1 - 0 |                                                    | Vrsaljko 63e · Mandava 66e · Savić 80e · Kondogbia 84e                                    | Juan Martínez Munuera         | 15 437 | 31      |
| Dimanche 17 avril 2022            | 16h15 | 32e journée                   | RCD Espanyol     | Wanda Metropolitano           | 2 - 1 | Carrasco 52e 90+10e (pen.)                         | Kondogbia 37e, 71e · Felipe 45e · Savić 76e · Llorente 88e                                | Jorge Figueroa Vázquez        | 54 011 | 32      |
| Mercredi 20 avril 2022            | 19h00 | 33e journée                   | Grenade CF       | Wanda Metropolitano           | 0 - 0 |                                                    | Mandava 29e · Savić 45+4e · De Paul 78e · Vrsaljko 85e                                    | Jesús Gil Manzano             | 43 517 | 33      |
| Samedi 30 avril 2022              | 21h00 | 34e journée                   | Athletic Bilbao  | Stade San Mamés               | 2 - 0 |                                                    | Hermoso 1e · Mandava 18e · Lodi 71e                                                       | Antonio Mateu Lahoz           | 43 398 | 34      |
| Dimanche 8 mai 2022               | 21h00 | 35e journée (Derby madrilène) | Real Madrid      | Wanda Metropolitano           | 1 - 0 | Carrasco 40e (pen.)                                | Llorente 37e · Savić 63e                                                                  | César Soto Grado              | 63 874 | 35      |
| Mercredi 11 mai 2022              | 21h30 | 36e journée                   | Elche CF         | Stade Martínez Valero         | 0 - 2 | Cunha 28e · De Paul 62e                            | Lodi 35e · Koke 90+3e                                                                     | Pablo González Fuertes        | 21 266 | 36      |
| Dimanche 15 mai 2022              | 19h30 | 37e journée                   | FC Séville       | Wanda Metropolitano           | 1 - 1 | Giménez 30e                                        | Hermoso 45e · Kondogbia 79e · Koke 89e                                                    | José María Sánchez Martínez   | 58 138 | 37      |
| Dimanche 22 mai 2022              | 22h00 | 38e journée                   | Real Sociedad    | Stade d'Anoeta                | 1 - 2 | De Paul 50e · Correa 69e                           | Griezmann 45+2e · Savić 90+2e                                                             | Jesús Gil Manzano             | 23 586 | 38      |

#### Évolution du classement et des résultats
| Journée  | 1  | 2  | 3  | 4  | 5  | 6  | 7  | 8  | 9  | 10 | 11 | 12 | 13 | 14 | 15 | 16 | 17 | 18 | 19 | 20 | 21 | 22 | 23 | 24 | 25 | 26 | 27 | 28 | 29 | 30 | 31 | 32 | 33 | 34 | 35 | 36 | 37 | 38 |
| -------- | -- | -- | -- | -- | -- | -- | -- | -- | -- | -- | -- | -- | -- | -- | -- | -- | -- | -- | -- | -- | -- | -- | -- | -- | -- | -- | -- | -- | -- | -- | -- | -- | -- | -- | -- | -- | -- | -- |
| Résultat | V  | V  | N  | V  | N  | V  | D  | V  | N  | N  | V  | N  | V  | V  | D  | D  | D  | D  | V  | N  | V  | D  | V  | D  | V  | V  | V  | V  | V  | V  | D  | V  | V  | V  | D  | V  | N  | V  |
| Rang     | 4e | 2e | 5e | 3e | 2e | 2e | 4e | 2e | 4e | 4e | 6e | 4e | 4e | 4e | 4e | 2e | 4e | 4e | 5e | 4e | 4e | 5e | 4e | 5e | 5e | 5e | 5e | 4e | 4e | 4e | 3e | 4e | 4e | 4e | 4e | 3e | 3e | 3e |

### Ligue des Champions

#### Phase des Groupes
| Rang | Équipe             | Pts | J | G | N | P | Bp | Bc | Diff |  | Résultats (▼ dom., ► ext.) |     |     |     |     |
| ---- | ------------------ | --- | - | - | - | - | -- | -- | ---- |  | -------------------------- | --- | --- | --- | --- |
| 1    | Liverpool FC       | 18  | 6 | 6 | 0 | 0 | 17 | 6  | +11  |  | Liverpool FC               |     | 2-0 | 2-0 | 3-2 |
| 2    | Atlético de Madrid | 7   | 6 | 2 | 1 | 3 | 7  | 8  | -1   |  | Atlético de Madrid         | 2-3 |     | 0-0 | 0-1 |
| 3    | FC Porto           | 5   | 6 | 1 | 2 | 3 | 4  | 11 | -7   |  | FC Porto                   | 1-5 | 1-3 |     | 1-0 |
| 4    | AC Milan           | 4   | 6 | 1 | 1 | 4 | 6  | 9  | -3   |  | AC Milan                   | 1-2 | 1-2 | 1-1 |     |

## Statistiques

### Statistiques collectives
| Compétition          | Premier Match     | Dernier Match   | Début            | Termine         | Matches joués | Gagnés | Nuls | Perdus | Buts pour | Buts contre | Différence |
| -------------------- | ----------------- | --------------- | ---------------- | --------------- | ------------- | ------ | ---- | ------ | --------- | ----------- | ---------- |
| La Liga              | 15 août 2021      | 22 mai 2022     | 1re journée      | 38e journée     | 38            | 21     | 8    | 9      | 65        | 43          | +22        |
| Copa Del Rey         | 6 décembre 2022   | 19 janvier 2022 | 32e Finale       | 16e Finale      | 2             | 1      | 0    | 1      | 5         | 2           | +3         |
| Supercoupe d'Espagne | 13 janvier 2022   | 13 janvier 2022 | Demi-Finale      | Demi-Finale     | 1             | 0      | 0    | 1      | 1         | 2           | -1         |
| Ligue des Champions  | 13 septembre 2021 | 13 avril 2022   | Phase de Groupes | Quart de Finale | 10            | 3      | 3    | 4      | 9         | 10          | -1         |
| Total                | -                 | -               | -                | -               | 51            | 25     | 11   | 15     | 80        | 57          | +23        |

### Statistiques individuelles

#### Discipline
Inclut uniquement les matches officiels. La liste est classée par numéro de maillot lorsque le total des cartons est égal.
| R     | No.   | Nat   | Position       | Joueurs                   | La Liga | La Liga      | Copa del Rey | Copa del Rey | Supercoupe d'Espagne | Supercoupe d'Espagne | Ligue des Champions | Ligue des Champions | Total  | Total        |
| R     | No.   | Nat   | Position       | Joueurs                   | Averti  | Carton rouge | Averti       | Carton rouge | Averti               | Carton rouge         | Averti              | Carton rouge        | Averti | Carton rouge |
| 1     | 4     |       | Milieu         | Geoffrey Kondogbia        | 11      | 2            | 0            | 0            | 0                    | 0                    | 2                   | 0                   | 13     | 2            |
| 1     | 15    |       | Défenseur      | Stefan Savić              | 12      | 0            | 0            | 0            | 0                    | 0                    | 1                   | 0                   | 13     | 0            |
| 3     | 5     |       | Milieu         | Rodrigo De Paul           | 7       | 0            | 0            | 0            | 0                    | 0                    | 2                   | 0                   | 9      | 0            |
| 3     | 9     |       | Attaquant      | Luis Suárez               | 7       | 0            | 0            | 0            | 0                    | 0                    | 2                   | 0                   | 9      | 0            |
| 5     | 6     |       | Milieu         | Koke                      | 7       | 0            | 0            | 0            | 0                    | 0                    | 1                   | 0                   | 8      | 0            |
| 5     | 18    |       | Défenseur      | Felipe                    | 5       | 1            | 1            | 0            | 0                    | 0                    | 2                   | 2                   | 8      | 3            |
| 7     | 2     |       | Défenseur      | José María Giménez        | 6       | 0            | 0            | 0            | 0                    | 1                    | 1                   | 0                   | 7      | 1            |
| 7     | 14    |       | Milieu         | Marcos Llorente           | 4       | 0            | 0            | 0            | 0                    | 0                    | 3                   | 0                   | 7      | 0            |
| 7     | 22    |       | Défenseur      | Mario Hermoso             | 5       | 1            | 1            | 0            | 0                    | 0                    | 1                   | 0                   | 7      | 0            |
| 10    | 16    |       | Milieu         | Héctor Herrera            | 4       | 0            | 0            | 0            | 0                    | 0                    | 2                   | 0                   | 6      | 0            |
| 10    | 21    |       | Milieu         | Yannick Ferreira Carrasco | 6       | 0            | 0            | 0            | 0                    | 0                    | 0                   | 1                   | 6      | 1            |
| 10    | 23    |       | Défenseur      | Reinildo Mandava          | 5       | 0            | 0            | 0            | 0                    | 0                    | 1                   | 0                   | 6      | 0            |
| 13    | 10    |       | Attaquant      | Ángel Correa              | 3       | 1            | 0            | 0            | 0                    | 0                    | 2                   | 0                   | 5      | 1            |
| 13    | 24    |       | Défenseur      | Šime Vrsaljko             | 3       | 0            | 0            | 0            | 1                    | 0                    | 1                   | 0                   | 5      | 0            |
| 15    | 7     |       | Attaquant      | João Félix                | 2       | 1            | 0            | 0            | 0                    | 0                    | 2                   | 0                   | 4      | 1            |
| 15    | 12    |       | Défenseur      | Renan Lodi                | 4       | 0            | 0            | 0            | 0                    | 0                    | 0                   | 0                   | 4      | 0            |
| 15    | 19    |       | Attaquant      | Matheus Cunha             | 3       | 0            | 1            | 0            | 0                    | 0                    | 0                   | 0                   | 4      | 0            |
| 17    | 8     |       | Attaquant      | Antoine Griezmann1        | 3       | 0            | 0            | 0            | 0                    | 0                    | 0                   | 1                   | 3      | 1            |
| 18    | 11    |       | Attaquant      | Thomas Lemar              | 2       | 0            | 0            | 0            | 0                    | 0                    | 0                   | 0                   | 2      | 0            |
| 18    | 13    |       | Gardien de but | Jan Oblak                 | 2       | 0            | 0            | 0            | 0                    | 0                    | 0                   | 0                   | 2      | 0            |
| 20    | 1     |       | Gardien de but | Benjamin Lecomte1         | 1       | 0            | 0            | 0            | 0                    | 0                    | 0                   | 0                   | 1      | 0            |
| 20    | 17    |       | Défenseur      | Daniel Wass               | 1       | 0            | 0            | 0            | 0                    | 0                    | 0                   | 0                   | 1      | 0            |
| 20    | 23    |       | Défenseur      | Kieran Trippier2          | 1       | 0            | 0            | 0            | 0                    | 0                    | 0                   | 0                   | 1      | 0            |
| 20    | 24    |       | Milieu         | Javi Serrano3             | 1       | 1            | 0            | 0            | 0                    | 0                    | 0                   | 0                   | 1      | 1            |
| TOTAL | TOTAL | TOTAL | TOTAL          | TOTAL                     | 104     | 7            | 3            | 0            | 1                    | 1                    | 23                  | 4                   | 131    | 12           |

1 Joueurs en prêt.

2 Joueurs ayant quitté le club.

3 Joueurs de l'équipe de réserve - Atlético Madrid B.

#### Buteurs
Inclut uniquement les matches officiels. La liste est classée par numéro de maillot lorsque le total de but est égal.
| R.          | N.          | Nat         | Position    | Joueurs                   | La Liga | Copa del Rey | Supercoupe d'Espagne | Ligue des champions | Total |
| ----------- | ----------- | ----------- | ----------- | ------------------------- | ------- | ------------ | -------------------- | ------------------- | ----- |
| 1           | 9           |             | Attaquant   | Luis Suárez               | 11      | 1            | 0                    | 1                   | 13    |
| 1           | 10          |             | Attaquant   | Ángel Correa              | 12      | 0            | 0                    | 1                   | 13    |
| 3           | 7           |             | Attaquant   | João Félix                | 8       | 1            | 0                    | 1                   | 10    |
| 4           | 8           |             | Attaquant   | Antoine Griezmann1        | 3       | 1            | 0                    | 4                   | 8     |
| 5           | 19          |             | Attaquant   | Matheus Cunha             | 6       | 1            | 0                    | 0                   | 7     |
| 6           | 21          |             | Milieu      | Yannick Ferreira Carrasco | 6       | 0            | 0                    | 0                   | 6     |
| 7           | 5           |             | Milieu      | Rodrigo De Paul           | 3       | 0            | 0                    | 1                   | 4     |
| 7           | 11          |             | Attaquant   | Thomas Lemar              | 4       | 0            | 0                    | 0                   | 4     |
| 7           | 12          |             | Défenseur   | Renan Lodi                | 2       | 1            | 0                    | 1                   | 4     |
| 10          | 18          |             | Défenseur   | Felipe                    | 2       | 0            | 0                    | 0                   | 2     |
| 10          | 22          |             | Défenseur   | Mario Hermoso             | 2       | 0            | 0                    | 0                   | 2     |
| 12          | 2           |             | Défenseur   | José María Giménez        | 1       | 0            | 0                    | 0                   | 1     |
| 12          | 4           |             | Milieu      | Geoffrey Kondogbia        | 1       | 0            | 0                    | 0                   | 1     |
| 12          | 6           |             | Milieu      | Koke                      | 1       | 0            | 0                    | 0                   | 1     |
| 12          | 24          |             | Défenseur   | Šime Vrsaljko             | 1       | 0            | 0                    | 0                   | 1     |
| Autres Buts | Autres Buts | Autres Buts | Autres Buts | Autres Buts               | 2       | 0            | 1                    | 0                   | 3     |
| TOTAL       | TOTAL       | TOTAL       | TOTAL       | TOTAL                     | 65      | 5            | 1                    | 9                   | 80    |

1 Joueurs en prêt.